# Zelig
Zelig is een Amerikaanse komische mockumentaryfilm uit 1983 van regisseur Woody Allen (die ook de hoofdrol speelt) over een man die zo graag door iedereen aardig wil worden gevonden dat hij zich als een menselijke kameleon aanpast aan anderen.
Allen deed er alles aan om zijn film door te laten gaan voor een "echte" documentaire. Zo stond hij er bijvoorbeeld op dat de commentaarstem in de film voor de bioscopen buiten de VS zou worden ingesproken door een acteur uit het betreffende land. In Nederland werd Arnold Gelderman hiervoor geselecteerd. Hij gebruikte delen van oude journaals en plaatste zichzelf in de fragmenten met behulp van de zogenaamde bluescreen-techniek. Zijn cameraman Gordon Willis zocht zelfs camera’s en lenzen uit de jaren twintig en dertig om een "authentiek" beeldmateriaal te verkrijgen. Op de negatieven werden krassen en kringen gemaakt om het effect te versterken. Tegenwoordig is het vrij gewoon geworden om acteurs in te passen in oude beelden. Met behulp van digitale technieken is dat een stuk eenvoudiger dan in 1982, toen deze film werd gemaakt.
De film won een Premio Pasinetti op het Filmfestival van Venetië. De film won ook een andere Italiaanse filmprijs, de David di Donatello, voor beste buitenlandse acteur (Woody Allen). Ook kreeg Zelig een Deense Bodilprijs voor beste niet-Europese film.

## Verhaal
De film is opgezet als een serieuze documentaire. Zogenaamde journaalbeelden worden afgewisseld met commentaren van echte onderzoekers en wetenschappers als Saul Bellow, Bruno Bettelheim en Susan Sontag.
Het onderwerp van de documentaire is het leven van Leonard Zelig. Zelig is een onopvallende man, die echter een bijzondere eigenschap heeft, hij neemt de gedaante van mensen in zijn omgeving aan. We zien hem op een feestje bij de schrijver F. Scott Fitzgerald waar hij zowel de gedaante van de ‘rich en famous’ aanneemt als van het keukenpersoneel. Uiteindelijk neemt Zelig zoveel andere persoonlijkheden aan dat hij in een mentale crisis terechtkomt.
Zelig wordt opgenomen in een inrichting waar hij wordt onderzocht door dr. Eudora Fletcher. Ze komt erachter dat Zelig zo graag door anderen gewaardeerd wil worden dat hij bijna automatisch de gedaante aanneemt van mensen in zijn omgeving. Het lukt Fletcher om Zelig te genezen, maar het lijkt er op alsof ze hiermee een monster heeft geschapen. Haar patiënt krijgt zo’n groot ego dat hij gewelddadig en intolerant wordt. Ondertussen zijn Fletcher en Zelig verliefd op elkaar geworden, terwijl ook de druk van de media steeds groter wordt. Zelig stort in en wordt weer een menselijke kameleon. Als een groot aantal vrouwen zegt dat hij met hen getrouwd is, vlucht Zelig.
Uiteindelijk weet Fletcher hem te vinden in nazi-Duitsland waar Zelig voor de Duitsers werkt. Ze weet Zelig over te halen om te ontsnappen en ze vluchten naar Amerika. Daar worden ze ingehaald als helden.

## Rolverdeling
| Acteur                           | Personage |
| -------------------------------- | --------- |
| Woody Allen                      | Zelig     |
| Mia Farrow – Dr. Eudora Fletcher |           |